# Plezir
Plezir is een voormalig Belgisch bier. Het werd in Opitter gebrouwen door Brouwerij Sint-Jozef voor Cvba Zirvest uit Lier.

## Achtergrond
Lierenaar Pedro Pereira lanceerde Plezir op 10 juni 2011. Voordien had hij 20 jaar horeca-ervaring. Het was de bedoeling een bier te maken dat zowel door mannen als vrouwen gewaardeerd wordt. De naam wijst uiteraard naar het maken van plezier. Bij de lancering werden een aantal ludieke acties ondernomen, waaronder een reclamevideo met Elio Di Rupo en Bart De Wever. In januari 2014 werd Zirvest failliet verklaard en werd de productie van Plezir stopgezet.

## De bieren
Er werden 4 Plezir-bieren tegelijk op de markt gebracht.
- Plezir Blond is een pils van 5,5%. Het is verkrijgbaar in flesjes van 33 cl. De flesjes zijn speciaal voor Plezir gemaakt.
- Plezir Brown is een donker bier van hoge gisting van 7,1% en heeft een lichte karameltoets. Ook dit wordt verkocht in speciale Plezir-flesjes van 33 cl.
- Plezir D Lux Blond is een aperitiefbier van 6,7% en is enkel verkrijgbaar in speciale flessen van 75 cl.
- Plezir D Lux Rosé is een rosé-bier op basis van witbier en natuurlijke kriekensappen. Het heeft een alcoholpercentage van 5,2% en is eveneens enkel verkrijgbaar in speciale flessen van 75 cl.